# Кубок Еміра Кувейту з футболу 2025
Кубок Еміра Кувейту з футболу 2025 — 63-й розіграш кубкового футбольного турніру у Кувейті.

## Календар
| Раунд      | Дата                       | Матчі | Клуби  |
| ---------- | -------------------------- | ----- | ------ |
| 1/8 фіналу | 10 квітня – 23 травня 2025 | 8     | 16 → 8 |
| 1/4 фіналу | 25–26 травня 2025          | 4     | 8 → 4  |
| 1/2 фіналу | 29–30 травня 2025          | 2     | 4 → 2  |
| Фінал      | вересень 2025              | 1     | 2 → 1  |

## 1/8 фіналу
| Команда 1      | Рахунок      | Команда 2           |
| -------------- | ------------ | ------------------- |
| 10 квітня 2025 |              |                     |
| Аль-Джахра (2) | 4:2          | Казма               |
| Ан-Наср        | 1:0          | Аль-Ярмук           |
| 11 квітня 2025 |              |                     |
| Хайтан         | 2:1          | Аль-Шабаб (2)       |
| Ас-Сальмія     | 3:2          | Аль-Сахель (2)      |
| 12 квітня 2025 |              |                     |
| Аль-Фахахіль   | 2:1          | Ат-Тадамун          |
| Аль-Кувейт     | 3:0          | Аль-Джазіра (2)     |
| 21 травня 2025 |              |                     |
| Аль-Кадісія    | 3:2          | Бурган (2)          |
| 23 травня 2025 |              |                     |
| Аль-Арабі      | 2:2 пен. 4:3 | Аль-Сулайбікхат (2) |

## 1/4 фіналу
| Команда 1      | Рахунок | Команда 2      |
| -------------- | ------- | -------------- |
| 25 травня 2025 |         |                |
| Хайтан         | 0:1     | Аль-Кувейт     |
| Аль-Фахахіль   | 0:3     | Аль-Кадісія    |
| 26 травня 2025 |         |                |
| Аль-Арабі      | 2:1     | Аль-Джахра (2) |
| Ас-Сальмія     | 3:1     | Ан-Наср        |

## 1/2 фіналу
| Команда 1      | Рахунок | Команда 2   |
| -------------- | ------- | ----------- |
| 29 травня 2025 |         |             |
| Аль-Кувейт     | 1:0     | Аль-Кадісія |
| 30 травня 2025 |         |             |
| Аль-Арабі      | 1:0     | Ас-Сальмія  |

## Фінал
| вересень 2025 --:-- (EEST) |

| Аль-Кувейт |          | Аль-Арабі |
| ---------- | -------- | --------- |
|            | Протокол |           |

| Джабер-ель-Ахмед, Ель-Кувейт |